# Мораис, Сержиу
Се́ржиу Рика́рду ди Мора́ис (порт.-браз. Sérgio Ricardo de Moraes; род. 23 июля 1982, Сан-Паулу) — бразильский боец смешанного стиля, представитель полусредней весовой категории. Выступает на профессиональном уровне начиная с 2006 года, известен по участию в турнирах бойцовских организаций UFC, Bellator, Jungle Fight и др. Финалист бойцовского реалити-шоу The Ultimate Fighter.

## Биография
Сержиу Мораис родился 23 июля 1982 года в Сан-Паулу. Увлёкся единоборствами в возрасте пятнадцати лет, когда увидел выступления Ройса и Риксона Грейси в ММА. В течение многих лет практиковал бразильское джиу-джитсу, удостоившись в конечном счёте чёрного пояса. Неоднократное становился чемпионом Бразилии, Европы и мира по БЖЖ.

### Начало профессиональной карьеры
Дебютировал в смешанных единоборствах на профессиональном уровне в октябре 2006 года, заставил своего соперника сдаться в первом же раунде с помощью удушающего приёма сзади. Выходил драться сравнительно редко, выступал преимущественно в небольших промоушенах Сан-Паулу.
В 2009 году одержал победу на турнире американской организации Bellator, после чего подписал контракт с бразильским промоушеном Jungle Fight, где провёл в общей сложности три боя: у двоих соперников выиграл, но одному проиграл — на последней секунде второго раунда пропустил удар американца Бретта Купера и оказался в нокауте.

### The Ultimate Fighter
Имея в послужном списке шесть побед и только одно поражение, в 2012 году Мораис стал участником первого бразильского сезона популярного бойцовского реалити-шоу The Ultimate Fighter — пришёл сюда как боец среднего веса, хотя его привычной весовой категорией является полусредняя. На отборочном этапе благополучно прошёл бывшего чемпиона мира по муай-тай Тиагу Рела, в середине первого раунда из гарда 50/50 сделал ему скручивание пятки и принудил к сдаче. Под седьмым (предпоследним) номером был выбран в команду Витора Белфорта.
На стадии четвертьфиналов сдачей выиграл у Делсона Элену, но в полуфинале был нокаутирован Даниелом Сарафяном, пропустив удар коленом в прыжке. Несмотря на проигрыш, в связи с травмой Сарафяна всё же получил право выступить в финале и встретился с Сезаром Феррейрой — противостояние между ними продлилось всё отведённое время, в итоге судьи единогласным решением отдали победу Феррейре.

### Ultimate Fighting Championship
Продолжая сотрудничество с организацией Ultimate Fighting Championship, в том же 2012 году Мораис вернулся в полусредний вес и вышел в октагон против своего коллеги по шоу TUF Ренеи Форти, выиграв у него сдачей в третьем раунде.
В августе 2013 года в поединке с Нилом Магни в первом же раунде вышел на «треугольник» и заставил соперника постучать, получив при этом награду за лучший приём вечера.
Из-за травмы Мораис достаточно долго ни с кем не дрался. Наконец, в 2015 году его соперниками стали француз Микаэль Лебу и россиянин Омари Ахмедов, которых он победил единогласным решением и техническим нокаутом соответственно.
В 2016 году в поединке с Луаном Шагасом была зафиксирована ничья, затем последовала победа раздельным решением над Заком Оттоу.
Планировался бой между Сержиу Мораисом и Максом Гриффином, но Гриффин выбыл из списка участников турнира, и его заменили новичком организации Дави Рамусом. Мораис выиграл этот бой единогласным судейским решением и вскоре подписал с UFC новый контракт на шесть боёв.
Беспроигрышная серия из семи поединков прервалась в сентябре 2016 года после встречи с нигерийцем Камару Усманом, который отправил Мораиса в нокаут уже в середине первого раунда.
В феврале 2018 года Сержиу Мораис должен был подраться с недавно перешедшим в организацию Абубакаром Нурмагомедовым, но в конечном счёте матчмейкеры заменили Нурмагомедова Тимом Минсом. Бой продлился все три раунда, Мораис выиграл раздельным решением судей.

## Статистика в профессиональном ММА
| Боёв 21  | Побед 14 | Поражений 6 |
| -------- | -------- | ----------- |
| Нокаутом | 1        | 4           |
| Сдачей   | 8        | 0           |
| Решением | 5        | 2           |
| Ничьи    | 1        | 1           |

| Результат | Рекорд | Соперник         | Способ                     | Турнир                                 | Дата             | Раунд | Время | Место                    | Примечание                                            |
| --------- | ------ | ---------------- | -------------------------- | -------------------------------------- | ---------------- | ----- | ----- | ------------------------ | ----------------------------------------------------- |
| Поражение | 14-6-1 | Джеймс Краузе    | KO (удары руками)          | UFC Fight Night: Błachowicz vs. Jacaré | 16 ноября 2019   | 3     | 4:19  | Сан-Паулу, Бразилия      |                                                       |
| Поражение | 14-5-1 | Варлей Алвис     | KO (удар рукой)            | UFC 237                                | 11 мая 2019      | 3     | 4:13  | Рио-де-Жанейро, Бразилия |                                                       |
| Поражение | 14-4-1 | Тони Мартин      | Единогласное решение       | UFC Fight Night: Lewis vs. dos Santos  | 9 марта 2019     | 3     | 5:00  | Уичито, США              |                                                       |
| Победа    | 14-3-1 | Бен Сондерс      | Сдача (треугольник руками) | UFC Fight Night: Santos vs. Anders     | 22 сентября 2018 | 2     | 4:42  | Сан-Паулу, Бразилия      |                                                       |
| Победа    | 13-3-1 | Тим Минс         | Раздельное решение         | UFC Fight Night: Machida vs. Anders    | 3 февраля 2018   | 3     | 5:00  | Белен, Бразилия          |                                                       |
| Поражение | 12-3-1 | Камару Усман     | KO (удар рукой)            | UFC Fight Night: Rockhold vs. Branch   | 16 сентября 2017 | 1     | 2:48  | Питтсбург, США           |                                                       |
| Победа    | 12-2-1 | Дави Рамус       | Единогласное решение       | UFC Fight Night: Belfort vs. Gastelum  | 11 марта 2017    | 3     | 5:00  | Форталеза, Бразилия      |                                                       |
| Победа    | 11-2-1 | Зак Оттоу        | Раздельное решение         | UFC Fight Night: Bader vs. Nogueira 2  | 19 ноября 2016   | 3     | 5:00  | Сан-Паулу, Бразилия      |                                                       |
| Ничья     | 10-2-1 | Луан Шагас       | Раздельное решение         | UFC 198                                | 14 мая 2016      | 3     | 5:00  | Куритиба, Бразилия       |                                                       |
| Победа    | 10-2   | Омари Ахмедов    | TKO (удары руками)         | UFC Fight Night: Namajunas vs. VanZant | 10 декабря 2015  | 3     | 2:18  | Лас-Вегас, США           |                                                       |
| Победа    | 9-2    | Микаэль Лебу     | Единогласное решение       | UFC Fight Night: Gonzaga vs. Cro Cop 2 | 11 апреля 2015   | 3     | 5:00  | Краков, Польша           |                                                       |
| Победа    | 8-2    | Нил Магни        | Сдача (треугольник)        | UFC 163                                | 3 августа 2013   | 1     | 3:13  | Рио-де-Жанейро, Бразилия | Приём вечера.                                         |
| Победа    | 7-2    | Ренеи Форти      | Сдача (удушение сзади)     | UFC 153                                | 13 октября 2012  | 3     | 3:10  | Рио-де-Жанейро, Бразилия | Вернулся в полусредний вес.                           |
| Поражение | 6-2    | Сезар Феррейра   | Единогласное решение       | UFC 147                                | 23 июня 2012     | 3     | 5:00  | Белу-Оризонти, Бразилия  | Проиграл The Ultimate Fighter: Brazil в среднем весе. |
| Победа    | 6-1    | Этоубе Мануэло   | Сдача (американа)          | Jungle Fight 18: São Paulo             | 20 марта 2010    | 1     | 1:43  | Сан-Паулу, Бразилия      |                                                       |
| Поражение | 5-1    | Бретт Купер      | KO (удар рукой)            | Jungle Fight 16                        | 17 октября 2009  | 2     | 4:59  | Рио-де-Жанейро, Бразилия |                                                       |
| Победа    | 5-0    | Томми Депрет     | Сдача (удушение сзади)     | Jungle Fight 15                        | 19 сентября 2009 | 1     | 3:55  | Сан-Паулу, Бразилия      |                                                       |
| Победа    | 4-0    | Джош Мартин      | Сдача (треугольник)        | Bellator 12                            | 19 июня 2009     | 1     | 4:21  | Холливуд, США            |                                                       |
| Победа    | 3-0    | Жерсон Силва     | Единогласное решение       | Mo Team League: Final                  | 10 ноября 2007   | 3     | 5:00  | Сан-Паулу, Бразилия      |                                                       |
| Победа    | 2-0    | Андре Сантус     | Сдача (треугольник)        | Mo Team League 2                       | 29 сентября 2007 | 1     | 2:07  | Сан-Паулу, Бразилия      |                                                       |
| Победа    | 1-0    | Андерсон Кариока | Сдача (удушение сзади)     | Real Fight 3                           | 21 октября 2006  | 1     | N/A   | Сан-Паулу, Бразилия      |                                                       |